# Emberiza yessoensis
Escrevedeira-da-manchúria ou escrevedeira-de-sobre-ocre (Emberiza yessoensis) é uma espécie de ave da família Emberizidae.
Pode ser encontrada nos seguintes países: China, Hong Kong, Japão, Coreia do Norte, Coreia do Sul e Rússia.
Os seus habitats naturais são: campos de gramíneas de clima temperado e pântanos.
Está ameaçada por perda de habitat.